# تپه شهر سوخته ۹۵
تپه شهر سوخته شماره ۹۵ مربوط به هزاره سوم و ۲ قم است و در شهرستان زابل، بخش شیب آب، روستای لوتک واقع شده و این اثر در تاریخ ۳۰ تیر ۱۳۸۴ با شمارهٔ ثبت ۱۲۱۴۷ به‌عنوان یکی از آثار ملی ایران به ثبت رسیده است.